# Lillappo
Lillappo med Bockholms ören, Träskholm och Bredholm är en ö i Åland (Finland). Den ligger i Skärgårdshavet och i kommunen Kumlinge i landskapet Åland, i den sydvästra delen av landet. Ön ligger omkring 58 kilometer nordöst om Mariehamn och omkring 220 kilometer väster om Helsingfors.
Öns area är 1,84 kvadratkilometer och dess största längd är 3,8 kilometer i nord-sydlig riktning. Ön höjer sig omkring 10 meter över havsytan.

## Delöar och uddar
- Lillappo 60°21′59″N 20°52′00″Ö / 60.36633°N 20.86665°Ö
- Halsören 60°21′46″N 20°51′44″Ö / 60.3628°N 20.86228°Ö (udde)
- Måsörs udden 60°21′32″N 20°52′05″Ö / 60.35881°N 20.86812°Ö (udde)
- Bockholms ören 60°21′18″N 20°52′31″Ö / 60.35488°N 20.87516°Ö
- Träskholm 60°21′17″N 20°52′01″Ö / 60.35486°N 20.86692°Ö
- Bredholm 60°20′58″N 20°52′26″Ö / 60.34957°N 20.8738°Ö
- Gammaloren 60°22′25″N 20°52′11″Ö / 60.37355°N 20.86967°Ö (udde)